# Najafe (província)
Najafe (em árabe: النجف, lit. 'An-Najaf') é uma das 19 províncias do Iraque. Possui 28 820 quilômetros quadrados e segundo censo de 2018, havia 1 471 592 habitantes. Sua capital fica em Najafe.